# جون جاي هوبكينز
جون جاي هوبكينز (بالإنجليزية: John Jay Hopkins)‏ هو شخصية أعمال أمريكي، ولد في 15 أكتوبر 1893 في سانتا آنا في الولايات المتحدة، وتوفي في 3 مايو 1957 في واشنطن العاصمة في الولايات المتحدة.